# Стеден, Рики ван
Рики ван Стеден (англ. Riki van Steeden; 24 декабря 1976, Нельсон) — новозеландский футболист, защитник.

## Клубная карьера
До перехода в «Карлтон» ван Стеден играл в «Нельсон Субурбсе» и «Крайстчерч Техникале». В 1999 году перешёл в австралийский клуб «Футбол Кингз», где за 4 сезона сыграл 46 матчей.
В 2003 году ван Стеден заключил контракт с «Окленд Сити». С «Оклендом» Рики четырежды участвовал в клубных чемпионатах мира (2009, 2011, 2012, 2013) и четырежды становился победителем Лиги чемпионов ОФК (2008/09, 2010/11, 2011/12, 2012/13). В 2013 году ван Стеден объявил о завершении карьеры.

## Карьера в сборной
7 июня 1997 года Рики дебютировал в составе сборной в игре против Фиджи. Единственный гол за сборную забил в том же году в матче против сборной Индонезии. В целом за сборную ван Стеден сыграл пять матчей.